# 타니가키 켄지

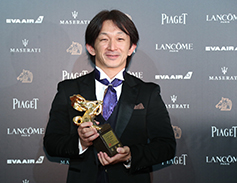
2018년 11월 모습

타니가키 켄지(谷垣健治, 1970년 10월 13일 ~ )는 홍콩 액션 영화로 가장 잘 알려진 일본의 액션 안무가이자 영화 감독이며, 일본 영화와 할리우드에서 경력을 확장했다.
성룡의 액션 영화에서 영감을 받은 타니가키는 1993년 홍콩으로 이주하여 ATV 무술 드라마 시리즈 정무문 (드라마)(1995)에서 견자단과 협력하여 액션 안무 경력을 시작했다. 이후 타니가키는 살파랑(2005), 도화선 (영화)(2007), 8인: 최후의 결사단(2009), 무협 (영화)(2011), 레이징 파이어(2021)에서 스턴트 코디네이터로 활동하는 등 다수의 홍콩 액션 영화에 참여했다. 타니가키는 히든 맨(Hidden Man)으로 제55회 금마상에서 최우수 액션 안무상을 수상했고, 레이징 파이어로 제40회 홍콩 영화 금상장에서 최우수 액션 안무상을 수상했다.